# جوان مورغان (لاعبة كرة طائرة)
جوان مورغان (7 أكتوبر 1983 - )  (بالإنجليزية: Joanne Morgan)‏ هي لاعبة كرة طائرة المملكة المتحدة في مركز ممرر ‏. شاركت في الألعاب الأولمبية الصيفية 2012.

## وصلات خارجية
- جوان مورغان على موقع أوليمبيديا (الإنجليزية)
- جوان مورغان على موقع اللجنة الأولمبية البريطانية (الإنجليزية)